# 安居
安居（あんご）とは、それまで個々に活動していた僧侶たちが、一定期間、1か所に集まって集団で修行すること、およびその期間のことを指す。雨期を意味する梵語（サンスクリット）の vārsika （または varsa 〈ヴァルシャ〉）、パーリ語での vassa を漢語に訳したものである。
本来の目的は、雨期には草木が生え繁り、昆虫、蛇などの数多くの小動物が活動するため、遊行（外での修行）をやめて1か所に定住することにより、小動物に対する無用な殺生を防ぐことである。後に、雨期のある夏に行うことから、夏安居（げあんご）、雨安居（うあんご）とも呼ばれるようになった。
また、法臘（ほうろう）は夏安居に参加するごとに一つ増えるとされた。

## 禅宗
釈尊在世中より始められたとされ、その後、仏教の伝来とともに中国や日本に伝わり、夏だけでなく冬も行うようになった（冬安居）。安居の回数が僧侶の仏教界での経験を指すようになると、その後の昇進の基準になるなど、非常に重要視された。
現在でも禅宗では、修行僧が安居を行い、安居に入る結制から、安居が明ける解夏（げげ）までの間は寺域から一歩も外へは出ずに修行に明け暮れる。
また、中国の民俗信仰等と習合し、「解夏」にあたる旧暦7月15日に、盂蘭盆会が行われる。

## タイ仏教
タイ仏教では、パンサー（タイ語: พรรษา）と呼び、安居に入ることをカオパンサー（ワン・カオパンサー、タイ語: เข้าพรรษา、入安居）といい、毎年旧暦6月の満月の日をその日に当て、また、安居を終えることをオークパンサー（ワン・オークパンサー、タイ語: ออกพรรษา、出安居・明安居）として、旧暦9月の満月の日をこの日に当てている。

## 社会での用例
日本書紀の成務天皇の項で、「百姓安居」という言葉が見られるが、これを指したものであるかどうかは定かではない。また、683年の天武天皇の項から、宮中で安居が行われたとの記録が複数見られる。